# طاحونة ميبري

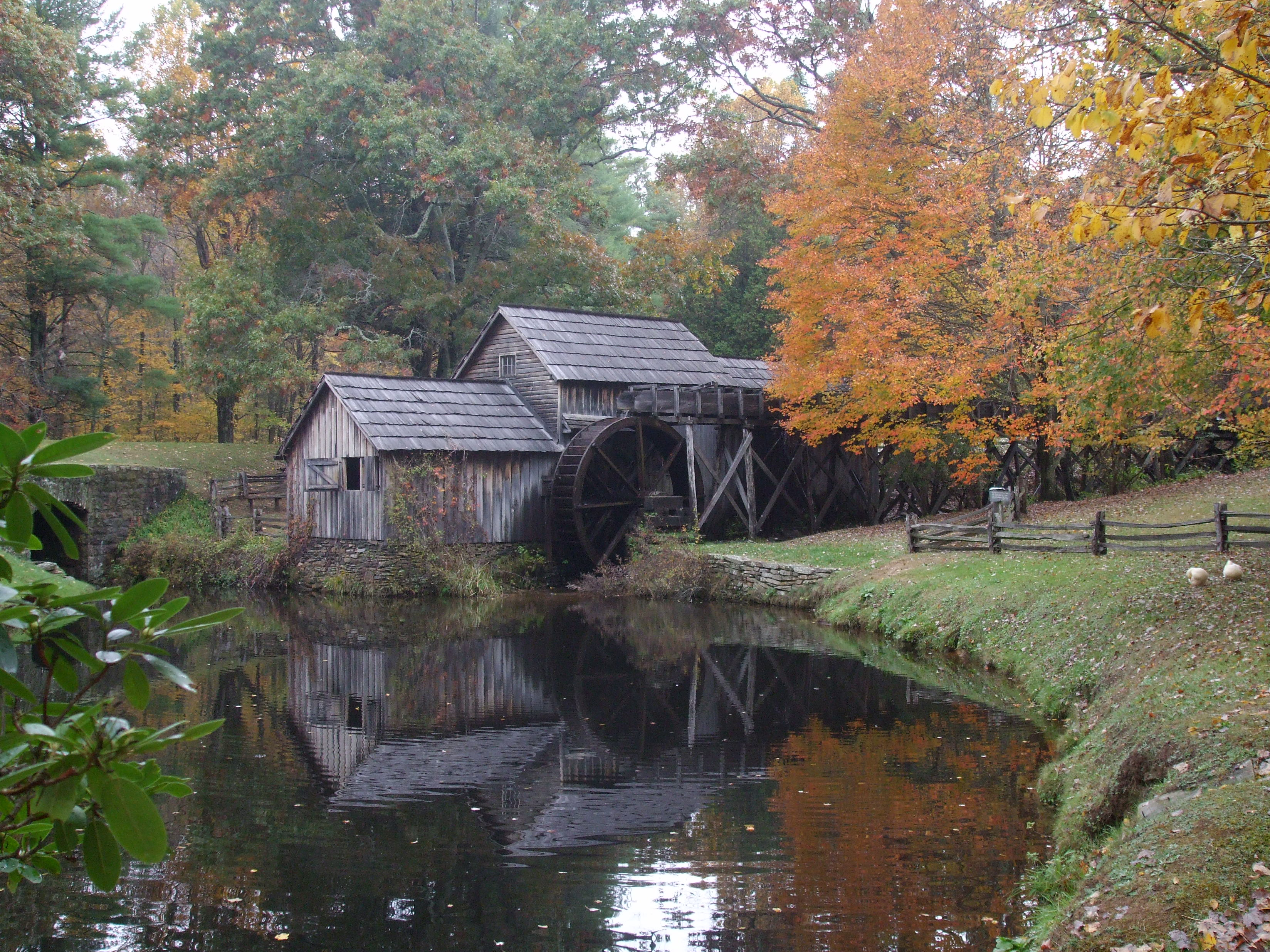
طاحونة ميبري

طاحونة ميبري (بالإنجليزية: Mabry Mill)‏ هي طاحونة مائية تقع على نقطة ال 176.2 ميل من بلو ريدج باركواي في مقاطعة فلويد (فيرجينيا). هي نقطة جذب سياحية بسبب مناظر المطحنة الخلابة بشكل أساسي. هناك درب قصير حول الطاحونة يربط بين العروض التاريخية عن الحياة في ريف ولاية فرجينيا. يصل الدرب إلى الطاحونة الحجرية، والمنشرة، والمحددة التي بإمكان الزوار رؤيتها.
بنيت طاحونة ميبري من قبل إدوين بوسطن ميبري، الذي كان قد عاد إلى مقاطعة فلويد في عام 1903 وشرع في بناء الطاحونة. كانت طاحونة ميبري في الأساس مشغل حدادة وصناعة عجلات، ومن ثم أصبحت منشرة. مع حلول عام 1905 كانت قد أصبحت طاحونة حجرية. قبل عام 1910، انتهى إنشاء الجزء الأمامي من الطاحونة وكانت تشمل مخرطة لتتحول محاور العجلات، ومخرطة للألسنة والأقنية ومسحجاً ومنشاراً للمنحنيات. بين 1905 و1914 اشترى ميبري مساحات مجاورة للطاحونة غرضها الرئيسي الحصول على المزيد من الطاقة المائية.
خلال مواسم الذروة، يعرض متطوعو إدارة المتنزهات الوطنية معروضات حِرَفية في طاحونة ميبري.